# フェリペ・カイセド
フェリペ・サルバドール・カイセド・コローソ（Felipe Salvador Caicedo Corozo, 1988年9月5日 - ）は、エクアドル・グアヤキル出身のサッカー選手。元エクアドル代表。ポジションはFW。

## 経歴

### クラブ
地元のバルセロナSCの下部組織で育ち、2004年にはロカフエルテFCの下部組織に移った。

#### FCバーゼル
2006年冬、スイス・スーパーリーグのFCバーゼルに移籍した。移籍金は公開されていない。この時点ではヨーロッパでプレーするエクアドル人サッカー選手はおらず、カイセドが唯一の存在であった。移籍当初は下部リーグで経験を積み、2006-07シーズンはスイス・スーパーリーグで27試合に出場して7得点し、2007-08シーズンは18試合に出場して4得点した。リーガ・エスパニョーラ、プレミアリーグ、セリエAのクラブが関心を示し、2007年1月にはACミランが選手の照会を行った。

#### マンチェスター・シティFC
2007-08シーズン
2008年1月31日、労働許可証の取得が完了してプレミアリーグのマンチェスター・シティFCと4年半契約を結んだ。移籍金は520万ポンド（約700万ユーロ）であり、スイス・スーパーリーグ所属の選手としては過去最高額となった。マーク・ヒューズ監督はカイセドを「南米最高のタレントのひとり」と評し、ブラジル代表のアドリアーノと比較された。2月10日、マンチェスター・ユナイテッドFCとのマンチェスター・ダービー (2-1) の後半から出場してデビューした。2007-08シーズン終了までに10試合に出場したが、すべて途中出場であった。
2008-09シーズン
2008年12月19日、UEFAカップ・ラシン・サンタンデール戦で移籍後初得点を挙げ、ラシン戦の直後のWBA戦ではバックヒールシュートで得点した。当初はゴールキーパーのオウンゴールと記録されたが、試合後にカイセドの得点であると訂正された。WBA戦の1週間後のハル・シティAFC戦 (5-1) では1試合2得点を決めた。2009年3月13日、UEFAカップベスト16のオールボーBK戦ファーストレグ (2-0) では先制点を挙げ、最終的にはPK戦の末に勝ち上がりを決めた。4月16日のハンブルガーSV戦セカンドレグ (2-1) ではシーズン6点目を決めたが、2試合合計3-4で敗退した。5月2日のブラックバーン・ローヴァーズFC戦 (3-1) で7点目、シーズン最終節のボルトン・ワンダラーズFC戦 (1-0) ではリーグ戦8得点目を決めた。ゴール前でボールを保持し、ディフェンダーを振り切ってシュートを打てるチーム唯一のストライカーとして、多くのファンに強い印象を与えた。
スポルティングへのレンタル移籍
2009年夏にはパラグアイ代表のFWロケ・サンタクルス、トーゴ代表のFWエマニュエル・アデバヨール、アルゼンチン代表のFWカルロス・テベスが加入したため、カイセドは余剰戦力となった。7月23日、1年間の契約でスポルティングCPにレンタル移籍し、2009-10シーズンはUEFAチャンピオンズリーグにも出場した。契約には完全移籍オプションも付けられていたが、レンタル期間を半年間に短縮し、2010年になってイングランドに戻った。
マラガCFへのレンタル移籍
ハル・シティからもオファーがあったが、2010年1月8日、リーガ・エスパニョーラのマラガCFにレンタル移籍し、2月14日のラシン戦 (3-0) で移籍後初得点を決めた。最終節を前にして残留が決定していなかったが、最終節のレアル・マドリード戦の9分にセルジオ・ドゥダの得点をアシストし、残留を決める貴重な勝ち点1獲得に貢献した。
レバンテUDへのレンタル移籍
2010年8月31日、スペインの移籍市場が閉まる1時間前にレバンテUDへのレンタル移籍が完了した。レバンテでは飛躍的な成長を遂げ、12月までの12試合に出場して7得点を挙げた。11月21日のラシン (3-1) ではクリスティアン・ストゥアニとコンビを組んで2得点を挙げ、チームを残留圏内に押し上げた。12月18日のアスレティック・ビルバオ戦 (1-2) では3試合連続となる得点を挙げたが、この試合からチームは5連敗し、一気に最下位に転落した。2011年1月29日のヘタフェCF戦 (2-0) ではチームの2点目を決め、この試合で浮上の兆しを掴んだチームは3試合連続完封勝利で残留圏内に浮上した。5月11日のFCバルセロナ戦 (1-1) では、DFジェラール・ピケのミスに付け込み、シーズンを通じて僅か21失点しか喫しなかった相手から得点を奪った。なおこの試合は1-1の引き分けに終わり、バルセロナはリーグ戦3連覇を決めた。最終的に27試合に出場して13得点を奪い、14位でのプリメーラ・ディビシオン残留に貢献した。

#### レバンテUD
シーズン終了後、ロシア・プレミアリーグのFCアンジ・マハチカラやFCロコモティフ・モスクワに興味を示されたが、移籍金100万ユーロでレバンテに完全移籍した。

#### FCロコモティフ・モスクワ

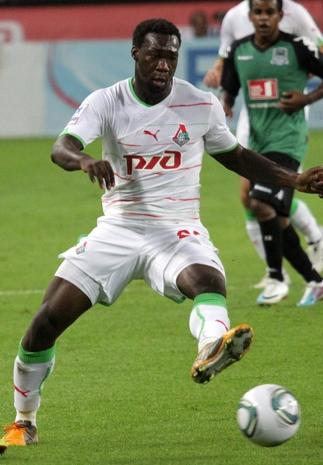
ロコモティフ・モスクワでプレーするカイセド

2011年7月22日、ロコモティフ・モスクワへ4年契約の移籍金750万ユーロで移籍をした。

#### アル・ジャジーラ・クラブ
2014年1月、UAEプロリーグのアル・ジャジーラ・クラブへ移籍金700万ユーロで移籍をした。
2014年7月、カイセドとアル・ジャジーラは合意の上、契約解除をしボスマンプレーヤーとなった。

#### RCDエスパニョール
2014年7月、リーガ・エスパニョーラのRCDエスパニョールと契約をした。

#### SSラツィオ
2017年8月、セリエAのSSラツィオへ移籍金250万ユーロで移籍をした。

#### ジェノアCFC
2021年8月31日、同じくセリエAのジェノアCFCへ移籍金200万ユーロで移籍をした。

#### インテルナツィオナーレ・ミラノ
2022年1月29日、2021-22シーズン終了までのレンタル移籍で同じくセリエAのインテルナツィオナーレ・ミラノへ加入した。

### 代表
FCバーゼルに移籍する前の2005年にイタリア代表との親善試合でエクアドル代表デビューした。この時点で16歳であり、エクアドル代表の最年少出場記録を更新した。しかし、2006年のドイツW杯の出場メンバーからは漏れた。A代表デビュー後もU-20代表に選ばれ続け、2007年には南米ユース選手権に出場した。同年3月にはアメリカとメキシコとの親善試合に出場し、アメリカ戦では1得点を挙げた。コパ・アメリカ2007では背番号10を背負い、グループリーグの3試合（チリ戦、メキシコ戦、ブラジル戦）すべてに途中出場したが、グループリーグで敗退した。2009年2月10日、U-21イングランド代表戦 (3-2) で得点した。コパ・アメリカ2011ではグループリーグ第3戦のブラジル戦で2得点を挙げたものの、チームは敗れ、グループリーグで敗退した。2014 FIFAワールドカップではクリスティアン・ベニテスが使用していた代表永久欠番の11を付けてプレーするが、これは規定により欠番が認められていないため。
2017年9月、グスタヴォ・キンテロスが監督職を更迭されると代表引退を表明した。

## 所属クラブ
- ロカフエルテFC 2004-2005
- FCバーゼル 2005-2008
- マンチェスター・シティFC 2008-2011

→ スポルティング・クルーベ・デ・ポルトゥガル 2009 (loan)
→ マラガCF 2010 (loan)
→ レバンテUD 2010-2011 (loan)
- レバンテUD 2011
- FCロコモティフ・モスクワ 2011-2014
- アル・ジャジーラ・クラブ 2014
- RCDエスパニョール 2014-2017
- SSラツィオ 2017-2021
- ジェノアCFC 2021-2022

→ インテルナツィオナーレ・ミラノ 2022 (loan]
- アブハー・クラブ 2022-2023

## 個人成績
2022年5月22日現在
| クラブ                   | シーズン | リーグ | リーグ | カップ | カップ | リーグカップ | リーグカップ | 国際大会 | 国際大会 | 合計 | 合計 |
| クラブ                   | シーズン | 出場   | 得点   | 出場   | 得点   | 出場         | 得点         | 出場     | 得点     | 出場 | 得点 |
| ------------------------ | -------- | ------ | ------ | ------ | ------ | ------------ | ------------ | -------- | -------- | ---- | ---- |
| FCバーゼル               | 2006-07  | 27     | 7      | 0      | 0      | –            | –            | –        | –        | 27   | 7    |
| FCバーゼル               | 2007-08  | 18     | 4      | 0      | 0      | –            | –            | 4        | 0        | 22   | 4    |
| FCバーゼル               | 通算     | 45     | 11     | 0      | 0      | –            | –            | 4        | 0        | 49   | 11   |
| マンチェスター・シティFC | 2007-08  | 10     | 0      | 0      | 0      | 0            | 0            | 0        | 0        | 10   | 0    |
| マンチェスター・シティFC | 2008-09  | 17     | 5      | 1      | 0      | 1            | 0            | 6        | 3        | 24   | 8    |
| マンチェスター・シティFC | 通算     | 27     | 5      | 1      | 0      | 1            | 0            | 6        | 3        | 34   | 8    |
| スポルティングCP         | 2009-10  | 7      | 0      | 0      | 0      | 0            | 0            | 3        | 0        | 10   | 0    |
| スポルティングCP         | 通算     | 7      | 0      | 0      | 0      | 0            | 0            | 3        | 0        | 10   | 0    |
| マラガCF                 | 2009-10  | 18     | 4      | 0      | 0      | –            | –            | –        | –        | 18   | 4    |
| マラガCF                 | 通算     | 18     | 4      | 0      | 0      | –            | –            | –        | –        | 18   | 4    |
| レバンテUD               | 2010-11  | 27     | 13     | 2      | 1      | –            | –            | –        | –        | 29   | 14   |
| レバンテUD               | 通算     | 27     | 13     | 2      | 1      | –            | –            | –        | –        | 29   | 14   |
| ロコモティフ・モスクワ   | 2011-12  | 17     | 6      | 7      | 0      | –            | –            | 7        | 2        | 25   | 8    |
| ロコモティフ・モスクワ   | 2012-13  | 22     | 4      | 2      | 2      | –            | –            | 0        | 0        | 24   | 6    |
| ロコモティフ・モスクワ   | 2013-14  | 13     | 1      | 1      | 0      | –            | –            | 0        | 0        | 14   | 1    |
| ロコモティフ・モスクワ   | 通算     | 52     | 11     | 4      | 2      | –            | –            | 7        | 2        | 63   | 15   |
| アル・ジャジーラ         | 2013-14  | 9      | 4      | 2      | 0      | –            | –            | 7        | 1        | 18   | 5    |
| アル・ジャジーラ         | 通算     | 9      | 4      | 2      | 0      | –            | –            | 7        | 1        | 18   | 5    |
| エスパニョール           | 2014-15  | 35     | 9      | 5      | 3      | –            | –            | 0        | 0        | 40   | 12   |
| エスパニョール           | 2015-16  | 31     | 8      | 3      | 2      | –            | –            | 0        | 0        | 34   | 10   |
| エスパニョール           | 2016-17  | 27     | 2      | 2      | 0      | –            | –            | 0        | 0        | 29   | 2    |
| エスパニョール           | 合計     | 93     | 19     | 10     | 5      | 0            | 0            | 0        | 0        | 103  | 24   |
| ラツィオ                 | 2017-18  | 22     | 3      | 2      | 0      | 0            | 0            | 9        | 3        | 33   | 6    |
| ラツィオ                 | 2018-19  | 28     | 8      | 5      | 0      | –            | –            | 5        | 1        | 38   | 9    |
| ラツィオ                 | 2019-20  | 30     | 9      | 1      | 0      | 1            | 0            | 6        | 0        | 38   | 9    |
| ラツィオ                 | 2020-21  | 25     | 8      | 0      | 0      | –            | –            | 5        | 1        | 30   | 9    |
| ラツィオ                 | 合計     | 105    | 28     | 8      | 0      | 1            | 0            | 25       | 5        | 139  | 33   |
| ジェノア                 | 2021-22  | 9      | 1      | 1      | 0      | –            | –            | –        | –        | 10   | 1    |
| インテル・ミラノ (loan)  | 2021-22  | 3      | 0      | 0      | 0      | –            | –            | 0        | 0        | 3    | 0    |
| 通算                     | 通算     | 395    | 95     | 36     | 10     | 2            | 0            | 57       | 14       | 486  | 119  |

## 代表歴

### 出場大会
- エクアドル代表
  - 2014 FIFAワールドカップ

### 試合数
- 国際Aマッチ 68試合 22得点（2005年-2017年）[32]

| エクアドル代表 | 国際Aマッチ | 国際Aマッチ |
| 年             | 出場        | 得点        |
| -------------- | ----------- | ----------- |
| 2005           | 1           | 0           |
| 2006           | 2           | 0           |
| 2007           | 13          | 2           |
| 2008           | 8           | 1           |
| 2009           | 4           | 0           |
| 2010           | 0           | 0           |
| 2011           | 4           | 2           |
| 2012           | 3           | 4           |
| 2013           | 11          | 6           |
| 2014           | 7           | 0           |
| 2015           | 6           | 4           |
| 2016           | 5           | 2           |
| 2017           | 4           | 1           |
| 通算           | 68          | 22          |

## タイトル
ラツィオ
- スーペルコッパ・イタリアーナ 2017
- コッパ・イタリア 2018-19